# 4969 Lawrence
4969 Lawrence este un asteroid din centura principală, descoperit pe 4 octombrie 1986 de Eleanor Helin.